# Infrastrutture Wireless Italiane
Infrastrutture Wireless Italiane S.p.A. o, de forma abreujada, INWIT S.p.A., és una societat italiana que opera en el sector d'infraestructures de telecomunicacions electròniques.
Des del 22 de juny de 2015, INWIT cotitza a la Borsa de Milà on des del 22 de juny de 2020, exactament 5 anys després del seu debut, està present a l'índex principal del FTSE MIB. Durant la fase de col·locació, la companyia va recaptar 875,3 milions d'euros, amb una capitalització inicial d'aproximadament 2.200 milions d'euros.
L'empresa té una capitalització borsària d'aproximadament 9.500 milions d'euros.

## Història

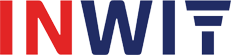
Logotip d'INWIT utilitzat del 2015 al 2020

INWIT va néixer el 14 de gener de 2015 i està operatiu des de l'1 d'abril de 2015 després de l'escissió de la filial "Tower" de Telecom Italia; designat com a responsable de la gestió operativa, seguiment i manteniment d'11.519 torres i repetidors del grup (per un valor aproximat de 1.400 milions d'euros), així com de gestionar les relacions i relacions amb els clients.
El 31 de març de 2020, gràcies a un acord amb Vodafone, es va completar la fusió de Vodafone Towers Italia amb INWIT.
A partir del 21 de setembre de 2020, l'acció INWIT també es va incloure a l'índex STOXX Europe 600, format per 600 de les principals capitalitzacions borsàries europees.